# Gubernator Nowego Jorku
Gubernator Nowego Jorku – szef rządu, sprawujący najwyższą władzę wykonawczą w stanie Nowy Jork w Stanach Zjednoczonych na mocy konstytucji Nowego Jorku, i zwierzchnik stanowych sił zbrojnych. Jest wybierany w wyborach powszechnych na czteroletnią kadencję.

## Uprawnienia
Zgodnie z obowiązującą konstytucją Nowego Jorku z 1938, władzę wykonawczą powierza się gubernatorowi, którego kadencja trwa cztery lata. Jednocześnie na ten okres jest wybierany zastępca gubernatora. Zgodnie z konstytucją wybory miały się odbyć w 1938 i co cztery lata od tej pory. Aby być uprawnionym do pełnienia funkcji gubernatora lub jego zastępcy, osoba musi być obywatelem Stanów Zjednoczonych i mieć przynajmniej 30 lat. Od 6 listopada 2001 wymogiem jest także bycie rezydentem stanu przez przynajmniej 5 lat.
Jest najwyższym zwierzchnikiem stanowych nowojorskich sił zbrojnych.
Ma obowiązek wdrażać uchwalone przez stanowy parlament decyzje wszelkimi dostępnymi środkami. Na każdym posiedzeniu stanowego parlamentu zdaje raport o stanie państwa i zaleca stosowne działania. Może też zwoływać nadzwyczajne spotkania parlamentu lub samego senatu. Na takim posiedzeniu nie można podejmować żadnych uchwał, poza takimi, które gubernator może jedynie wziąć pod uwagę.
Każdy projekt ustawy uchwalony przez parlament, zanim stanie się prawem, zostaje przedstawiony gubernatorowi, który może podpisać ustawę, nadając jej w ten sposób moc prawną, lub odmówić podpisu, co jest równoznaczne z wetem. Zawetowana ustawa jest ponownie rozważana przez parlament stanowy, który biorąc pod uwagę zastrzeżenia gubernatora, przystępuje do ponownego rozpatrzenia. Jeżeli po ponownym rozpatrzeniu dwie trzecie członków izby niższej wyrazi zgodę na przyjęcie projektu ustawy, a następnie zostanie ona zatwierdzona przez senat, ustawa staje się prawem niezależnie od zastrzeżeń gubernatora.
Gubernator ma prawo zarządzenia ulgi lub ułaskawienia osoby skazanej za dowolne przestępstwo z wyjątkiem zdrady stanu i przestępstw, które zostały wykluczone z prawa łaski innymi przepisami prawnymi. Każdego roku gubernator musi zdać stanowemu parlamentowi raport z ułaskawień i ulg, podając imię i nazwisko każdego skazanego, popełnione przestępstwo, wyrok, datę skazania i datę ułaskawienia lub ulgi.
W przypadku odwołania gubernatora ze stanowiska, jego śmierci lub jego rezygnacji, zastępca przejmuje obowiązki gubernatora na pozostały okres kadencji. Jeśli gubernator elekt nie obejmie funkcji, zastępca zostaje gubernatorem na okres pełnej kadencji. W przypadku nagłego opróżnienia urzędu zarówno przez gubernatora, jak i zastępcy, nowy gubernator i zastępca wybierani są w wyborach powszechnych na pozostały okres kadencji nie później, niż 3 miesiące po opróżnieniu urzędu. Jeśli gubernator i zastępca są tymczasowo niedostępni, obowiązki gubernatora w tym czasie pełni przewodniczący pro tempore stanowego senatu.
Za swoją pracę gubernator otrzymuje roczną pensję, która zostaje ustalona przez parlament. Gubernator musi mieć również zapewnione odpowiednie umeblowane miejsce zamieszkania dla siebie oraz dla kadry kierowniczej. Siedzibą gubernatora Nowego Jorku jest Kapitol stanu Nowy Jork przy ulicy State Street, Albany, NY 12224.

## Historia urzędu
Urząd gubernatora Nowego Jorku został ustanowiony na mocy konstytucji stanowej z 20 kwietnia 1777. Zgodnie z tym aktem prawnym kadencja trwała 3 lata, jednak konstytucja nie określała daty, kiedy gubernator powinien objąć urząd. Pierwszy gubernator George Clinton został wybrany i ogłoszony elektem 9 lipca, a urząd oficjalnie objął 30 lipca.
13 lutego 1978 w Nowym Jorku wprowadzono prawo, zgodnie z którym kadencja każdego gubernatora elekta rozpoczynała się 1 lipca. Druga konstytucja Nowego Jorku z 1821 skracała kadencję gubernatora do dwóch lat i wymuszała początek kadencji na 1 stycznia, a koniec na 31 grudnia. W 1946 Nowy Jork przyjął nową konstytucję, a w 1974 poprawkę do konstytucji, która przywracała trzyletnią kadencję gubernatora. Konstytucja przyjęta przez stan w 1894 ponownie skracała kadencję gubernatora do dwóch lat. Zgodnie z najnowszą konstytucją stanową z 1938, kadencja gubernatora trwa 4 lata.